# Захребетник
Захребетники — категория населения на Руси XV—XVII века, принадлежали к вольным или гулящим людям, не несшим ни государевой службы, ни государственного тягла.
Они были в основном наёмными рабочими на чужих тяглах, связанными с хозяевами — крестьянами или посадскими людьми, у которых жили, личным уговором, и, возможно, отвечали за часть повинностей. С улучшением жизненной ситуации переводились в тягловые люди.
Захребетником своего сына назывался также старик-крестьянин, потерявший способность работать и проживавший на его дворе. В современном русском языке «захребетник»/«захребетница» — разговорные слова, описывающее бездельников, тунеядцев, живущих за счёт других.